# Wenningstedt-Braderup
Wenningstedt-Braderup (Söl'ring: Woningstair-Brääderep, tiếng Đan Mạch: Venningsted-Brarup) là một đô thị thuộc huyện Nordfriesland, bang Schleswig-Holstein, Đức.